# 大原漁港
大原漁港（おおはらぎょこう）は、千葉県いすみ市の太平洋に面する第3種漁港である。南房総国定公園の区域内に位置し、外房地域漁業の生産・防災拠点漁港に位置付けられている。日本一のイセエビ漁獲量として知られ、外房イセエビはプライドフィシュ、千葉県水産ブランド、いすみブランドに認定されている。

## 概要
- 管理者 - 千葉県農林水産部水産局
- 所管庁 - 水産庁
- 漁業協同組合 - 夷隅東部漁業協同組合
- 漁港番号 - 193002[3]

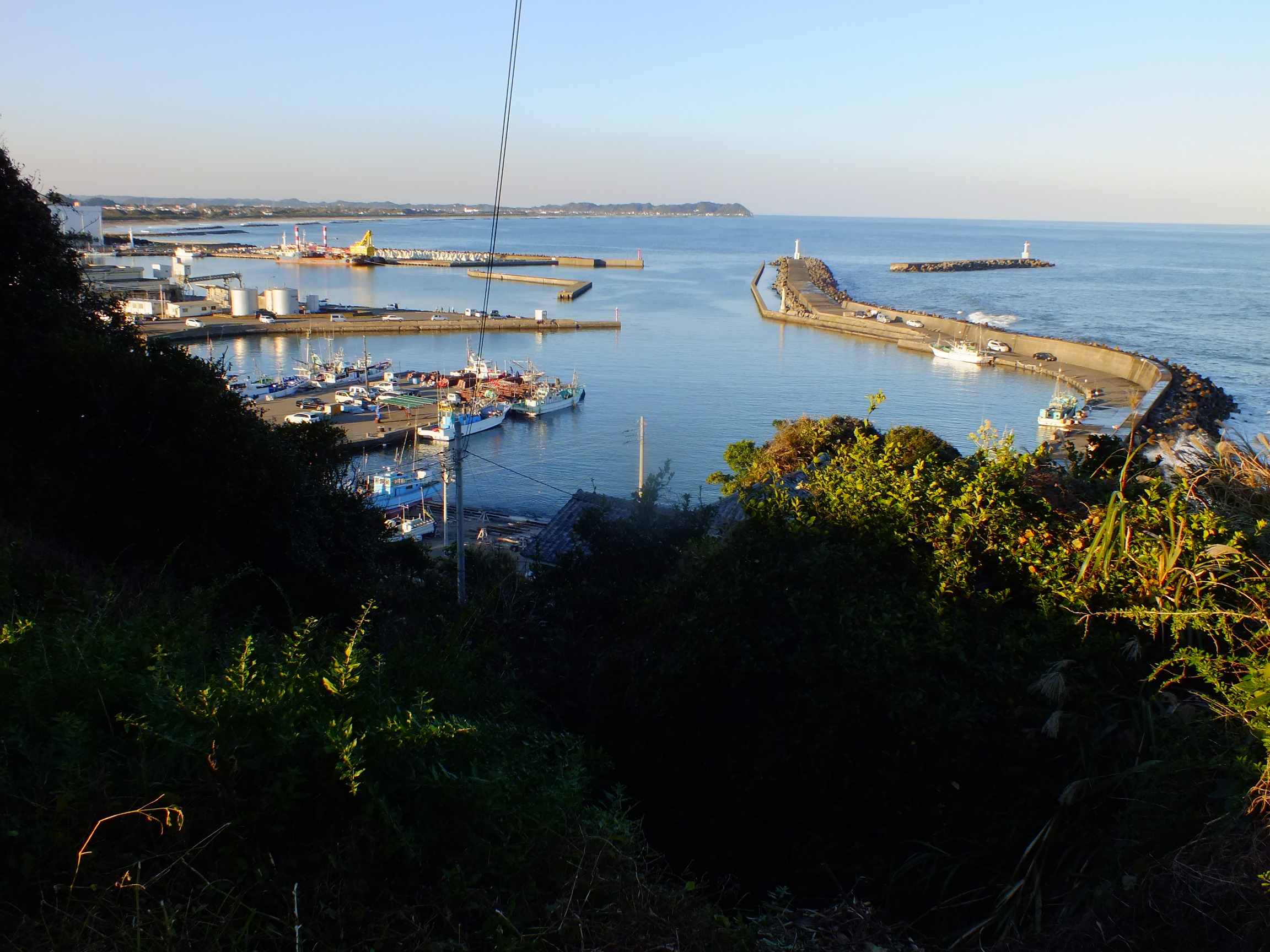
八幡岬・小浜八幡神社より大原漁港方面を望む

千葉県東端の犬吠埼と南端の野島崎のほぼ中間、いすみ市の中央部に位置する天然の良港の一つ。八幡岬を眺望するところにあり、南側は起伏に富んだ海岸で北側は太東崎まで砂浜が大きくカーブを描く。利用範囲が全国的な漁港として漁港漁場整備法第5条及び第19条の3に基づき定められた第3種漁港であり、海岸法第5条第4項の漁港区域に接する海岸保全区域指定済漁港である。
夏は大原海岸（大原海水浴場）にての海水浴、9月には勇壮な大原はだか祭り、これらにより漁港付近は多くの見物客・観光客でにぎわう。
プライドフィシュ・千葉県水産ブランド・いすみブランドとして外房イセエビ（大原・太東産）、千葉県水産ブランド・いすみブランドとして太東・大原産真蛸が認定されている。豊富な生物に恵まれた岩礁帯が続く外房地域の大原沿岸は、全国有数の漁獲量を誇る千葉県の中でも高いシェアを占める、イセエビ産地となっており、イセエビ日本一の漁獲量である。
また、三陸沖から南下してきたマダコは、エビ、カニ、貝類など豊富な餌に恵まれる九十九里からいすみ沖で栄養を蓄え、冬の旬の時期を迎える。いすみ沖のたこつぼ漁は慶長年間から行われている伝統的な漁法で、特に12月 - 1月に漁獲されたマダコは、市場関係者や料理人などプロの方々を中心に高い評価を得ている。
近年、いすみ鉄道にてイセエビ特急（レストラン列車）の運転を開始し大盛況であったことを参考に、漁港では毎週日曜に「港の朝市」が開かれており、旬の鮮魚、干物、海産物加工品、産直野菜などをそろえるほか、蛸めしや蛸焼きそばなど多くの地元グルメも用意している。例年8月 - 10月にかけてはイセエビまつりが開催される。イセエビのつかみ取り、シーフードくじをはじめ様々なイベントを行っている。

## 沿革
- 1951年（昭和26年）7月10日 - 第3種漁港に指定（農林省告示第1342号[9]）。
- 1971年（昭和46年）4月16日 - 海岸保全区域指定（千葉県告示第347号[9]）。
- 1996年（平成8年）2月1日 - 大原町漁業協同組合と太東漁業協同組合が合併。夷隅東部漁業協同組合となる。

## 主な魚種

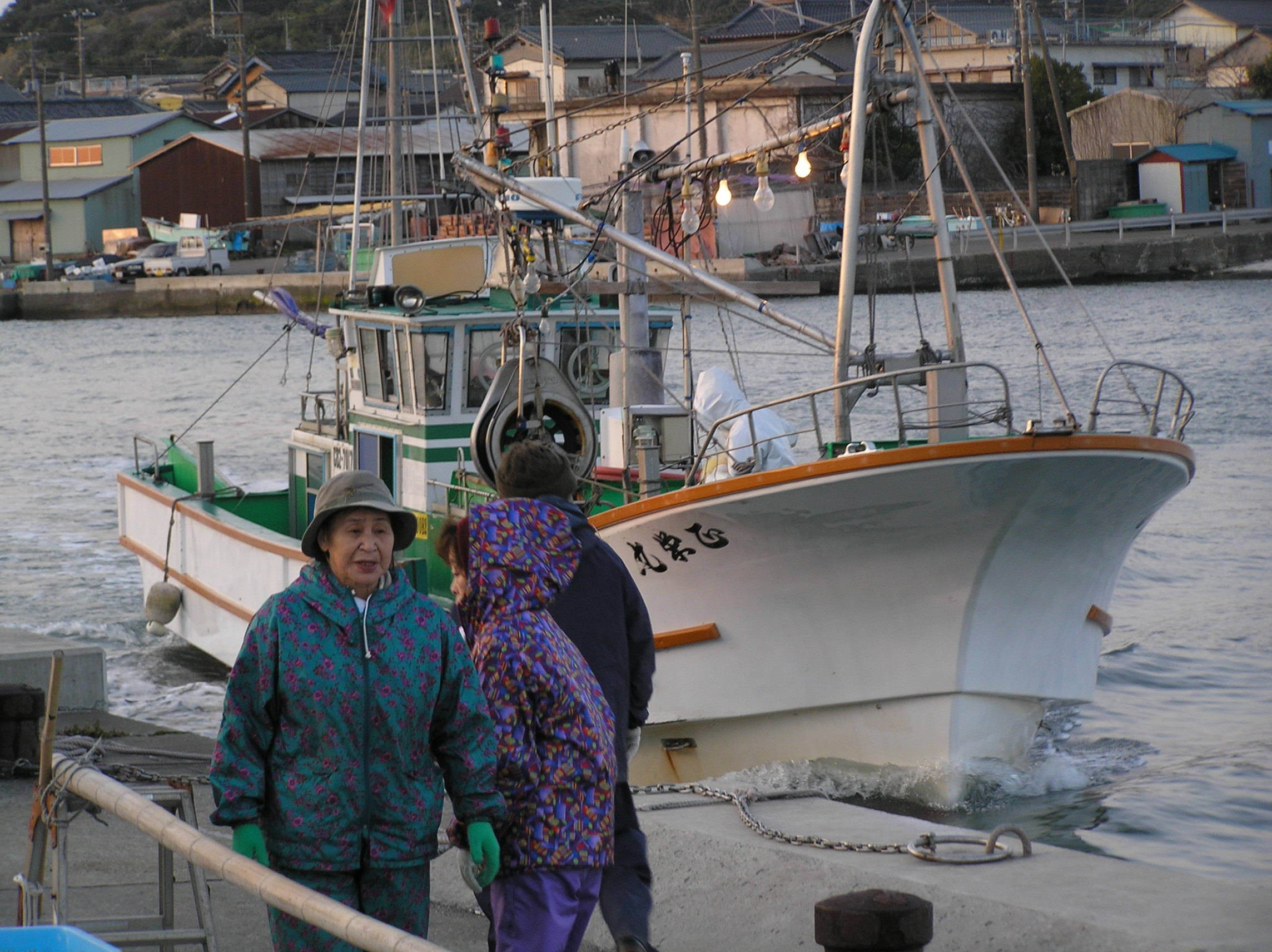
大原漁港の朝と漁船

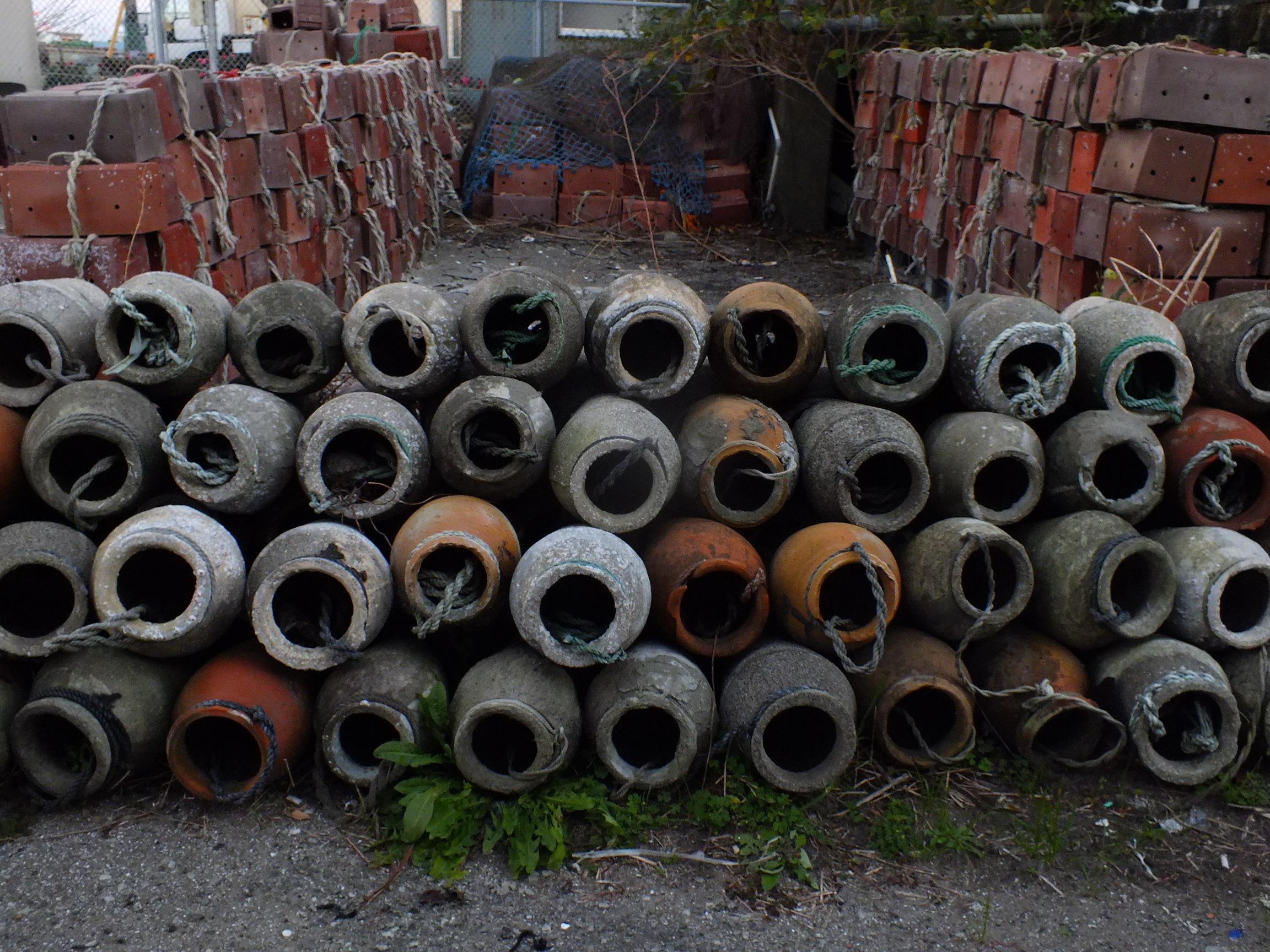
蛸壺漁も盛ん

水揚げされる代表的な魚介類一覧。
- イワシ
- イナダ
- カツオ
- ヒラメ類
- マダイ
- ブリ類
- カレイ類
- イセエビ
- タコ類

### プライドフィッシュ
国漁業協同組合連合会（全漁連）が中心となり、漁業協同組合連合会（漁連）・漁業協同組合（漁協）が選定した、漁師が自信をもって推奨する魚介類として「外房イセエビ」がプライドフィッシュとして選定されている
- 外房イセエビ（大原・太東産）
  - 千葉県水産ブランド認定
  - いすみブランド認定
  - 認定対象期間（旬）：4月 - 5月、8月 - 12月
  - 大きさ等：13センチメートル超
  - 資源の管理に積極的に取り組むとともに、「イセエビまつり」など、地域をあげて販売促進・PR活動を実施している

### 千葉県水産ブランド
優良な千葉県産水産物として「外房イセエビ」「太東・大原産真蛸」が千葉県産水産ブランドとして認定されている（2018年3月現在、28品目が認定）。
- 太東・大原産真蛸
  - いすみブランド認定
  - 認定対象期間（旬）：12月 - 1月
  - 大きさ等：800グラム以上
  - いすみ市内ではイベントや民宿等でたこめしの販売、提供を行うなど、地域でPRが進められている

### いすみブランド
- 外房イセエビ（器械根イセエビとも呼称）
- 太東・大原産マダコ（いすみの沖ダコとも呼称）
- 器械根サザエ
- 器械根アワビ

## 主な漁業

### 刺し網漁業
魚の通り道に帯状の網を仕掛ける漁法。主にエビを漁獲する際に用いられる。
海底を移動するエビを絡めて漁獲するが、イセエビの活力低下を防ぐため夜明け前から網上げを行い、陸で手際よい網はずし作業をすることで、高品質のイセエビを全国に出荷している。

### まき網漁業
魚を網に囲い込んでとる漁法。まき刺し網漁業とも呼称されている。
明治末期に盛んになったまき網漁は1980年（昭和55年）まで船団数9ヶ統あったが、現在は1ヶ統を残すのみとなっている。

## 器械根
大原漁港は、良質な漁港環境の条件として沿岸には器械根と呼ばれる磯根（漁場）がある。 漁港から10数キロメートル沖に広がる水深20メートル前後の岩礁群であり、大きさは約120平方キロメートルの広さがある。 付近では、ちょうど北上する暖流の黒潮と南下する寒流の親潮がぶつかりあう所であるため、 良好な漁場が形成され、多種多様な魚介類が生息している。そのため、安房・九十九里地域のまき網漁船や、焼津・和歌山県の外来船もやってくる。

## 港の朝市
毎週日曜日に「大原漁港港の朝市」が開催される。
旬の鮮魚、干物、海産物加工品、産直野菜、地元グルメ（蛸料理、アワビ釜飯、さんが焼きライスバーガー等）の販売が中心。
炭焼きバーベキュー台も利用可能。
| イベント内容   | 毎週日曜日に開催 第1・3日曜日: 大原漁港荷捌所 上記以外の日曜日: 大原漁港駐車場 |
| 開催場所       | 大原漁港荷捌所 千葉県いすみ市大原11574                                         |
| 駐車場         | あり                                                                           |
| 施設オプション | トイレ設備あり                                                                 |

荷捌き所会場（第一・第三日曜日）は、市場内（屋根のある場所）へのペット同伴での入場は禁止。駐車場会場（第二・第四・第五日曜日）は、全面的に会場内へのペット同伴での入場は禁止。

## 交通

### 公共交通機関
- 鉄道
  - JR東日本、いすみ鉄道 大原駅より、徒歩約20分
- 高速バス
  - 市原鶴舞バスターミナル（パークアンドバスライド）
    - 東京駅、横浜駅、羽田空港にアクセス可能

  - 大多喜バス停（パークアンドバスライド）
    - 東京駅、品川駅、羽田空港にアクセス可能
    - いすみ鉄道城見ヶ丘駅または大多喜駅から乗車して大原駅。
- デマンドタクシー
  - おでかけおおはら

### 自動車
- 高速道路
  - 東京湾アクアライン・首都圏中央連絡自動車道 市原鶴舞IC
    - 国道297号経由、国道465号、約45分

  - 九十九里有料道路 一宮IC
    - 九十九里ビーチライン経由、国道128号、約20分
- 駐車場
  - 大原漁港周辺駐車場（無料、大型バスも可能）